# Aegus sepicanum
Aegus sepicanum là một loài bọ cánh cứng trong họ Lucanidae. Loài này được Kriesche mô tả khoa học năm 1920.